# دزموند فیتزپاتریک
دزموند فیتزپاتریک (انگلیسی: Desmond Fitzpatrick; ۱۴ دسامبر ۱۹۱۲ – ۱۲ اکتبر ۲۰۰۲) فرد نظامی اهل بریتانیا بود. وی همچنین برندهٔ جوایزی همچون صلیب نظامی شده‌است.